# Antonio Priuli

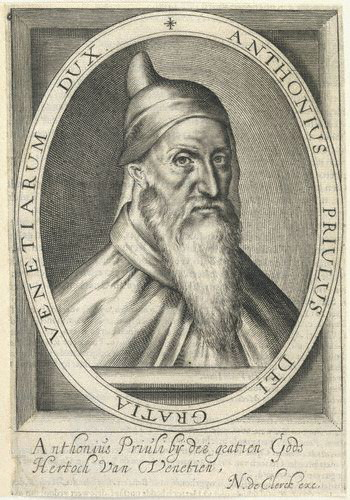
Antonio Priuli

Antonio Priuli (Venetië, 10 mei 1548 - 12 augustus 1623) was de 94ste Doge van Venetië; hij regeerde van 17 mei 1618 tot aan zijn overlijden. Priuli werd Doge tijdens een samenzwering gesmeed door de Spaanse ambassadeur in Venetië, Alfonso de la Cueva, markies van Bedmar, een "spionnen oorlog" die pas in 1622 eindigde.
De familie Priuli leverde drie Doges, naast Antonio volgden in het midden van de 17e eeuw de broers Lorenzo en Gerolamo. 
In 1620 ontving hij na een reis van zeven weken via Nijmegen, Heidelberg, Zürich, Verona en Vicenzo François van Aerssen en Constantijn Huygens, zijn secretaris, met veel egards, toen de beide Republieken in 1618 een verbond hadden gesloten om elkaar te steunen met geld, schepen of troepen. 

## Achtergrond, 1548-1618
Priuli was de zoon van Gerolamo Priuli en Elisabetta Cappello. Hij had een succesvolle carrière als zeeman en soldaat. Hij huwde met Elena Barbarigo, dochter van de admiraal Agostino Barbarigo, en het paar kreeg samen 14 kinderen, iets was Priuli noodzaakte zich zwaar in de schulden te steken. Hun zeven dochters huwden geen van allen, maar gingen allen in het klooster. Twee zoons werden priester.
Hijn diende als ambassadeur bij Hendrik IV van Frankrijk van Frankrijk en vanaf 1603 procurator (een soort adeldom voor het leven). 
In 1618 werd hij aangesteld als provveditore (commandant) van Veglia. Na de plotselinge dood van Doge Nicolò Donato, slechts 35 dagen na zijn verkiezing, werd Priuli vanuit Veglia teruggeroepen om Doge te worden.

## Doge, 1618-1623
Priuli werd op 17 mei 1618 haastig als Doge gekozen, reeds in de eerste stemronde, en slechts enkele dagen na de dood van Donato. Ten tijde van zijn verkiezing werd breed verondersteld dat de Spanjaarden, geleid door Bedmar, huursoldaten op Venetiaans grondgebied hadden laten landen, dat Bedmar succesvol het Venetiaanse militaire apparaat had geïnfiltreerd, en de Spaanse vloot klaar stond Venetië in te nemen.
Priuli's verkiezing was het startschot van een bruut proces van het selecteren van individuen die verdacht werden van samenzwering tegen Venetië. Honderden werden gearresteerd, met of zonder opgave van reden, waarbij de nadruk lag op buitenlandse zeelieden en militairen.
Deze heksenjacht leidden tot de arrestatie van velen die daadwerkelijk betrokken waren, maar ook tot de arrestatie van vele onschuldige slachtoffers, zoals Antonio Foscarini, een patriciër die werd geëxecuteerd op 21 april 1621 na het bijwonen van een evenement op de Engelse ambassade.
De hysterie eindigde in 1622, en op 16 januari 1623 vaardigde de Venetiaanse regering een verontschuldiging uit aan Aletheia Talbot voor Foscarini's executie, waarmee de jacht in een lagere versnelling belandde.
Venetië en Spanje bleven de gehele 17e eeuw op gespannen voet staan, maar de spanning bereikte niet meer het niveau van 1618-1622. 
In februari 1623 bereikte de Dertigjarige Oorlog het grondgebied van de Venetiaanse republiek, maar alleen in Valtellina. Priuli was toen reeds te ziek om deel te nemen, en stierf niet lang daarna op 12 augustus 1623. Het is niet bekend waar hij begraven werd.